# 전국 블레이드
〈전국 블레이드〉(일본어: 戦国ブレード)는 사이쿄에서 개발, 1996년에 출시한 횡스크롤 슈팅 게임으로, 〈전국 에이스〉의 속편이다. 일본 외 지역에는 이 작품의 캐릭터 이름인 〈텐가이〉(TENGAI)라는 제목으로 출시되었다.

## 같이 보기
- 전국 에이스
- 전국 캐논